# ジョン・ヴェッシー・ジュニア
ジョン・ウィリアム・ヴェッシー・ジュニア（John William Vessey, Jr., 1922年6月29日 - 2016年8月18日）は、アメリカ合衆国の陸軍軍人。第10代統合参謀本部議長（1982年6月18日 - 1985年9月30日）などを歴任した。
1985年の退役時、63歳だったヴェッシー大将は当時の陸軍において最も勤務期間の長い将校だった。
ヴェッシーの46年にわたる軍人生活は、1939年に16歳でミネソタ州兵に入隊した時から始まった。彼は第二次世界大戦中のアンツィオの戦いで野戦昇進を果たしている。その後の朝鮮戦争、ベトナム戦争でも指揮を執った。大学を卒業したのは1963年のことで、当時ヴェッシーは41歳の中佐だった。大佐昇進後、48歳になってから陸軍ヘリコプター学校に出席した。
1982年、ロナルド・レーガン大統領によって統合参謀本部議長に任命される。彼はこの職を比較的短く3年間ほど務めた。当時現役だった陸軍大将のうち、ヴェッシーは第二次世界大戦での前線勤務を経験した最後の1人だった。
陸軍退役後、ヴェッシーはベトナム戦争における捕虜および行方不明者の捜索および調査のために何度かベトナムに渡っている。1992年には大統領自由勲章を受章した。

## 陸軍入隊まで
1922年、ミネソタ州ミネアポリスに生を受ける。1939年5月、ルーズベルト・ハイスクールを卒業する13ヶ月前、ヴェッシーはミネソタ州兵に入隊し、第34歩兵師団第59野戦砲兵旅団付のオートバイ乗員に任命された。彼の部隊は1941年2月に活性化された。

## 軍歴

### 第二次世界大戦
第二次世界大戦中、ヴェッシーは第34歩兵師団の一員として従軍した。大戦初期の北アフリカ戦線における敗北を経験して以来、ヴェッシーは現実的な戦闘訓練、近代装備、体力練成、陸空戦力の協同の重要性を生涯にわたって重要視するようになった。
1943年4月、第2軍団司令官オマール・ブラッドレー少将がビゼルトへの攻勢を発動した時、第34師団は最も困難な任務とされていた第609高地の防衛に割り当てられた。第34師団はアフリカ戦線において最初のものとなる明確な勝利を収め、ビゼルト侵攻への血路を開いた。ヴェッシーは1942年9月1日に先任曹長（First Sergeant）へ昇進していた。後年、前線での先任曹長勤務について回想した際、長い軍歴の中でも「最もタフな仕事」（toughest job）だったと述べている。1944年5月、第34師団がアンツィオの橋頭堡に到着した時、彼は少尉への野戦昇進（battlefield commission）を果たし、砲兵観測員に任命された。

### 朝鮮戦争
第二次世界大戦後、ヴェッシーは野戦砲兵将校として勤務を続けた。1950年代には第4歩兵師団（在独）、第8軍（在韓）に勤務する。また、この時期には陸軍指揮幕僚大学にも出席している。
中佐昇進までに夜学や通信講座を利用して軍事学の履修を続け、1963年にメリーランド大学ユニバーシティ・カレッジ校から理学士（Bachelor of Science）の学位を授与された。1965年、ジョージ・ワシントン大学から経営学修士（master of science）の学位を授与される。1963年から1965年にかけて、ヴェッシーは第3機甲師団第73野戦砲兵連隊第2大隊で大隊長を務める。その後は国防工科大学に出席した。

### ベトナム戦争
ベトナム戦争時、ヴェッシーは最初の1年を第25歩兵師団付砲兵隊の副長としての勤務に費やした。1967年3月、第77砲兵連隊第2大隊長代理だったヴェッシーに対し、スイチェ（Suoi Tre）方面での火力支援基地（FSB）設営という任務が与えられた。これはジャンクションシティ作戦の一環として立案されたものだった。共産軍勢力下の地域に浸透したヴェッシーらは、敵の接近が予想される方向にFSBの火力を集中させた上で何度も反撃の予行演習を行った。その後、補強された連隊規模の敵軍の攻撃に晒されたFSBは一部が制圧されたものの、ヴェッシー率いる野戦砲兵らは榴弾砲の直接照準射撃によってこれを撃退した。戦力は敵のほうが優勢だったが、ガンシップや砲兵による支援を受けたこともあり、ヴェッシーらは400人ほどの敵兵を殺害した上でFSBを維持することに成功した。この戦いにおける戦功により、ヴェッシーは殊勲十字章を受章した。
ベトナムを離れた後は在独米軍に移り、第3機甲師団付砲兵司令官に任命され、1967年10月から1969年3月まで務めた。その後は同師団の参謀長を1年務める。1967年11月、大佐に昇進。1970年12月、陸軍タイ王国支援司令部（U.S. Army Support Command, Thailand）の司令官に任命された。1972年1月からはラオス方面に派遣され、現地に展開する全てのアメリカ軍部隊の調整を担当した。当時、ヴェッシーは米国大使、CIA支局長、その他様々な軍高官の指示のもと活動していた。1973年2月、ラオス王国政府が全ての主要な都市を確保した後に停戦が実現した。

### ベトナム戦争後
帰国後、ヴェッシーは作戦・計画担当参謀長補（Deputy Chief of Staff for Operations and Plans）付きの作戦責任者（Director of Operations）に任命された。1974年8月、少将に昇進し、フォート・カーソンに駐屯する第4歩兵師団長に就任。1975年9月、中将に昇進し、作戦・計画担当参謀長補に就任。
1976年、大将に昇進。同年から1979年まで第8軍司令官（在韓米軍総司令官、在韓国連軍司令部総司令官を兼ねる）を務める。1978年、在韓国連軍司令部の改組に伴い、ヴェッシーは新設された米韓連合司令部の初代司令官に就任した。彼の任期中には、北朝鮮があからさまな軍拡を続けていたことや、1977年にジミー・カーター大統領が在韓地上戦力の撤兵を宣言したことなどが重なり、朝鮮半島の緊張は高まっていた。ヴェッシーは韓国側の懸念を和らげると共にカーターの宣言を撤回させようと奔走した。1979年、カーターは訪韓後に撤兵計画の中断を宣言し、後に中止させた。1979年7月から1982年6月まで、ヴェッシーは陸軍副参謀長を務めた。

### 統合参謀本部議長

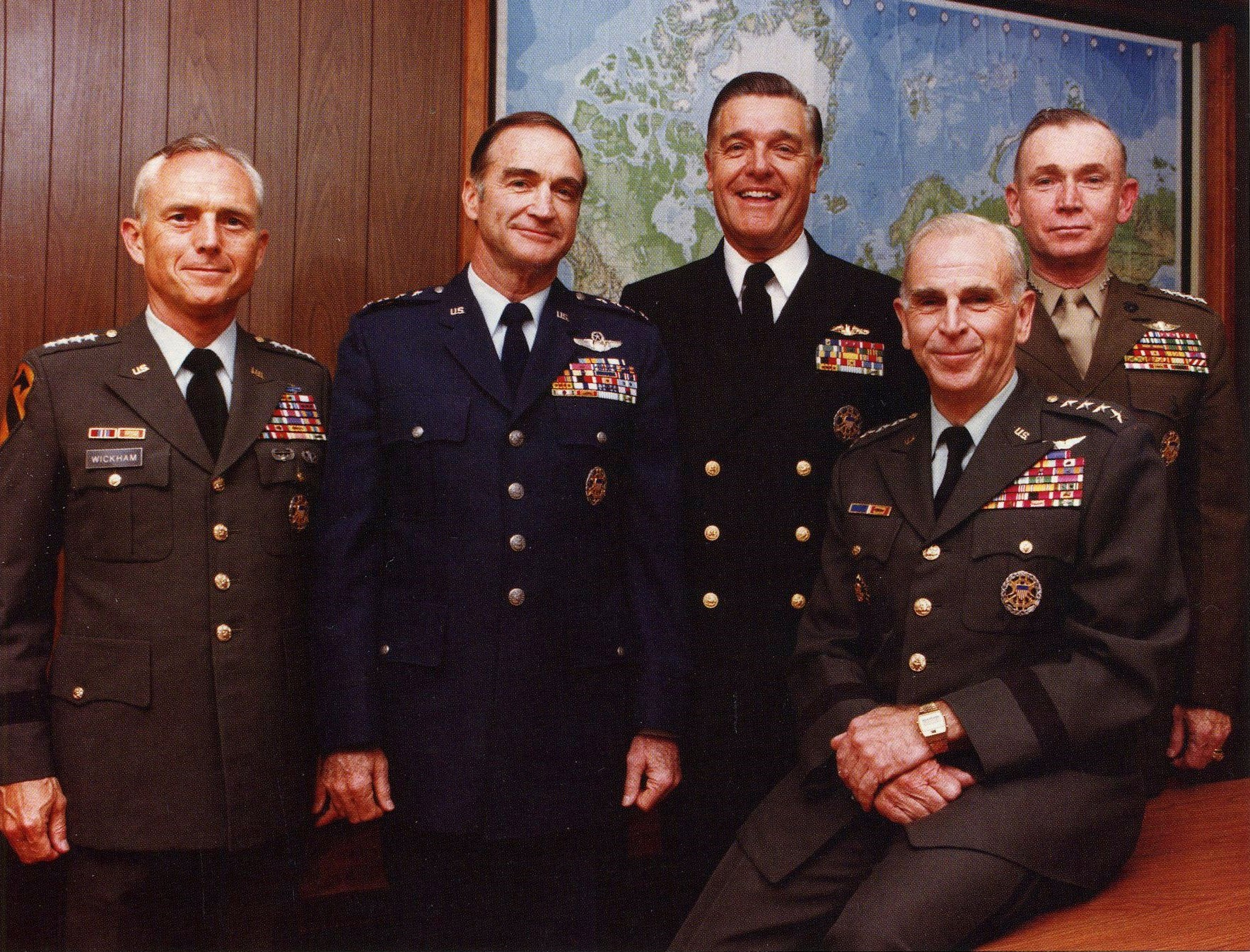
1983年の参謀総長ら。後列左から:ウィッカム陸軍参謀総長、ガブリエル空軍参謀総長、ワトキンス海軍作戦部長、ケリー海兵隊総司令官。机に腰掛けている陸軍将校がヴェッシー議長

1982年6月18日、第10代統合参謀本部議長に就任する。彼は歴代議長のうち、最後の第二次世界大戦における前線勤務経験者だった。また、各軍参謀総長や統合軍（Unified Combatant Command）司令官ないし特定軍（Specified Combatant Command）司令官の職を経ずに議長就任を果たした唯一の将校だった。彼の任期を通じ、アメリカでは軍拡を続けるソ連邦に対抗するべく、平時のものとしては前例がないほどに防衛支出が拡大され、その存在感を示すべく米軍の活動も世界中へと広がっていった。
ヴェッシーと各軍参謀総長らは、ソ連邦の指導者たちに彼らの軍事的・戦略地政学的優位を求める努力が一切無益だったと知らしめることこそが自らの最優先課題だと信じていた。ヨーロッパでは物議を醸しながらもパーシングIIミサイルおよび巡航ミサイル地上発射設備の配備を推し進め、ソ連邦側のRSD-10ミサイルの脅威を相殺することに成功した。また、東南アジアでは明確な軍事活動を活発に展開することで、地域における重大利益の防衛をアメリカが担うという姿勢を示した。中米では対反乱作戦を援護するべく、訓練および情報の提供を行った。
彼は超大国の軍事力を平和維持任務に割り当てることは誤りだと考えており、1982年と1983年には多国籍平和維持軍の一部としてレバノンへ海兵隊を派遣しようという動きに対し、参謀らと共に反対を勧める声明を発表している。結局彼らの助言は採用されなかった。そして1983年10月23日にはベイルートの海兵隊司令部が自動車爆弾による攻撃に晒され、海兵と陸軍将兵合わせて241名が殺害された。この事件を受け、1984年2月にはロナルド・レーガン大統領がレバノン派遣部隊撤退を指示した。
分権を重要視していたキャスパー・ワインバーガー国防長官は、統合参謀本部議長たるヴェッシーに対し、長官の代行者として軍事作戦を指揮する権限を与えた。1983年のグレナダ侵攻では、大西洋軍が立案し、統合参謀本部が評価し、国防長官および大統領の承認を受けるまでの一連の手続きがわずか4日間で行われた。ヴェッシーは米市民救助および親米政権の樹立までを監督した。

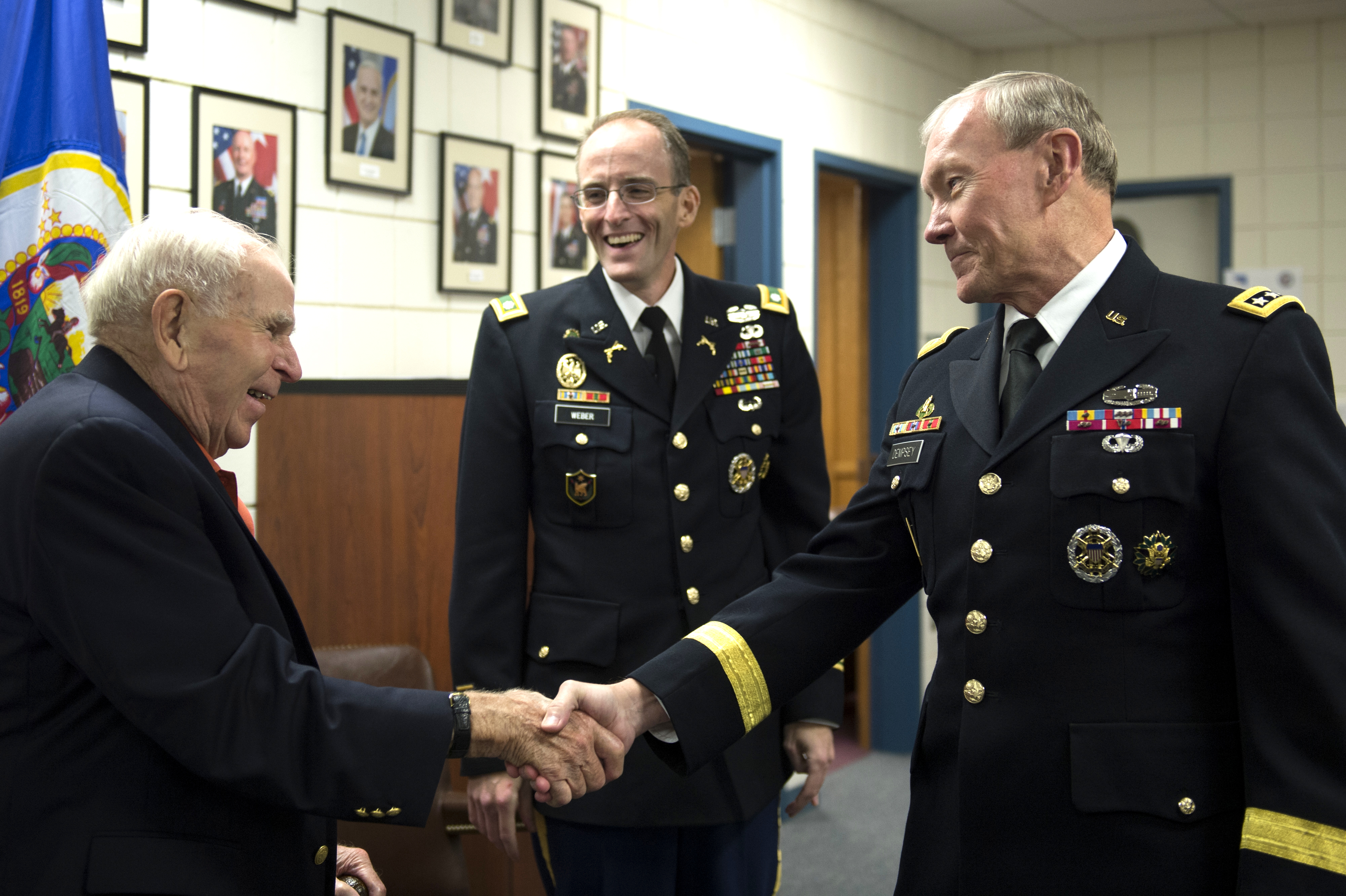
2012年8月16日、ミネソタ州ローズマウントの州兵駐屯地にて第18代統合参謀本部議長デンプシー将軍（右）に挨拶するヴェッシー（左）

また、作戦展開地域としての宇宙に注目が集まったのもヴェッシーの任期中だった。1983年初頭、統合参謀本部は対核ミサイル防衛が次世紀においては技術的に可能となりうる旨を大統領に伝えた。この時の提案に飛びついたレーガンは、同年3月23日に戦略防衛構想（SDI）、いわゆるスターウォーズ計画を発表した。その後、統合参謀本部は宇宙での作戦展開における圧倒的な軍事的優位を確立すると共にSDIを支援するため、専門統合軍の設置を進言した。1985年9月23日、アメリカ宇宙軍が正式に活動を開始した。

### ベトナム再訪

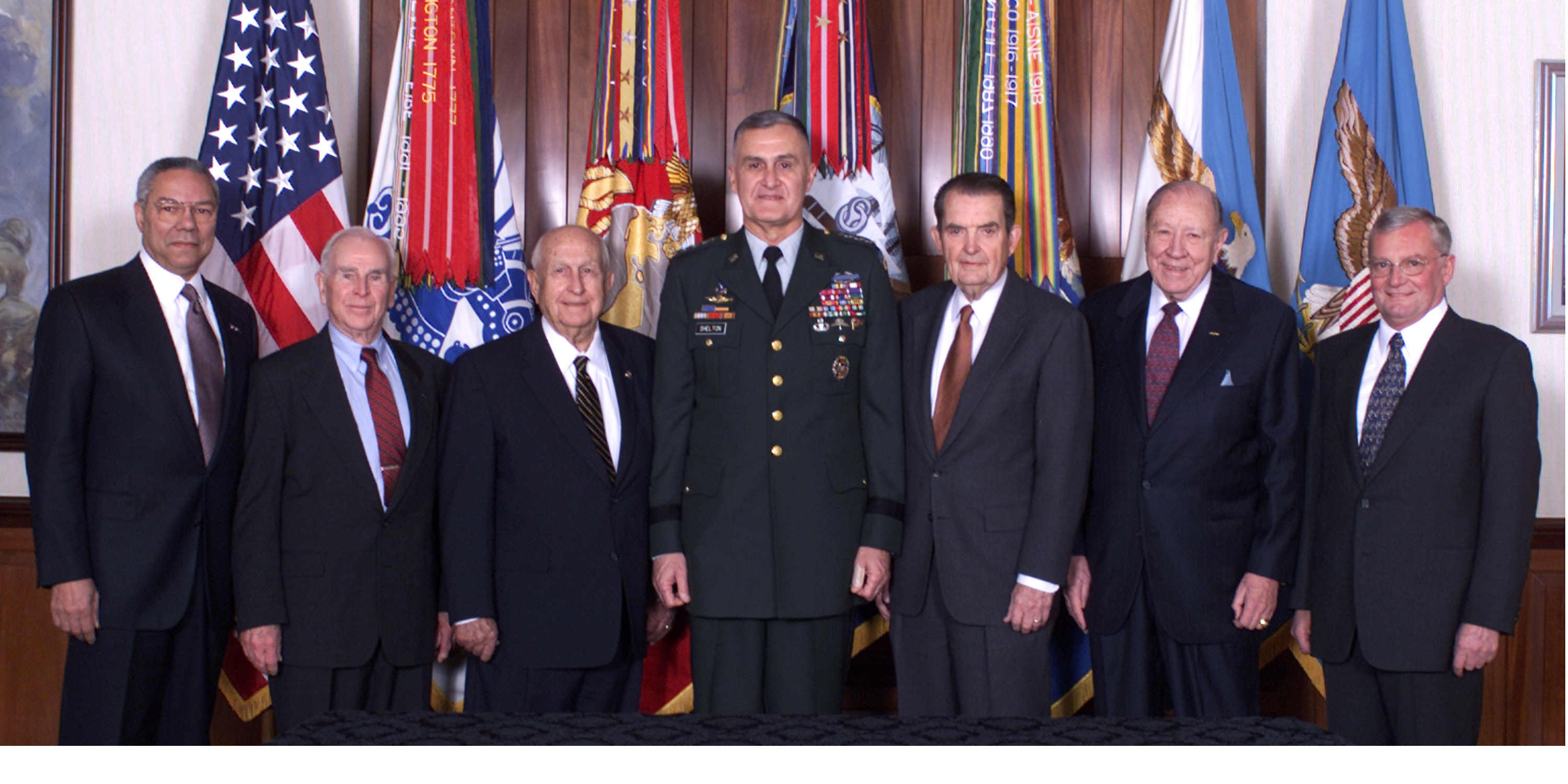
統合参謀本部議長シェルトン将軍に招かれた歴代議長ら（2000年12月1日）
左から順に：パウエル元陸軍大将、ヴェッシー元陸軍大将、モーラー元海軍大将、シェルトン陸軍大将、ジョーンズ元空軍大将、クロウ元海軍大将、シャリカシュヴィリ元陸軍大将

1985年9月30日、議長としての任期を数ヶ月残したままヴェッシーは退役した。退役の時点で、彼は第二次世界大戦における前線勤務を経験した最後の大将であり、46年間という勤務期間は陸軍将校の中で最長だった。レーガン大統領はヴェッシーの軍歴を讃えると共に、彼に変わってスピーチを行った。このスピーチでは、ヴェッシーが様々な指導者的立場を務めたことに触れ、その上で次のように述べられていた。
ジャック・ヴェッシーは常に末端の兵隊たちに思いを馳せていました。彼は兵隊たちこそが陸軍を影で支える立役者だと知っていました。彼は兵隊を気にかけ、兵隊と話し、兵隊を見守っていました。ジャック・ヴェッシーは兵隊だった時のことを、まさにGIだった時のことを決して忘れませんでした。
Jack Vessey always remembered the soldiers in the ranks; he understood those soldiers are the background of any army. He noticed them, spoke to them, looked out for them. Jack Vessey never forgot what it was like to be an enlisted man, to be just a GI.
退役後、レーガンのもとでベトナム戦争における捕虜および行方不明者問題（POW/MIA問題）担当の特使に就任し、その後のジョージ・H・W・ブッシュ政権、ビル・クリントン政権でも引き続き務めた。ベトナムでの活動に関連して、1996年にヴェッシーは陸軍士官学校からシルバヌス・セイヤー賞を贈られている。また、1992年には大統領自由勲章を授与されている。

## 私生活
ヴェッシーはミネアポリス出身のエイヴィス・ファンク（Avis Funk）と結婚した。2人の息子ジョン三世（John III）とデイヴィッド（David）、娘サラ（Sarah）、あわせて3人の子供をもうけた。2016年8月18日、ミネソタ州ノースオークスにて死去した。

## 略歴
出典:

### 階級歴
| 階級章 | 階級                           | 日付                                                |
| ------ | ------------------------------ | --------------------------------------------------- |
| -      | 二等兵（Private） ミネソタ州兵 | 1939年5月                                           |
|        | 先任曹長（First Sergeant）     | 1942年9月1日                                        |
|        | 少尉（Second Lieutenant）      | 1944年5月6日 野戦昇進                               |
|        | 中尉（First Lieutenant）       | 1946年4月1日 恒久昇進（permanent）は1951年6月13日付 |
|        | 大尉（Captain）                | 1951年1月4日 恒久昇進は1954年10月29日付             |
|        | 少佐（Major）                  | 1958年5月14日 恒久昇進は1962年1月26日               |
|        | 中佐（Lieutenant Colonel）     | 1963年1月7日 恒久昇進は1969年1月2日                 |
|        | 大佐（Colonel）                | 1967年11月28日 恒久昇進は1973年3月12日              |
|        | 准将（Brigadier General）      | 1971年4月1日 恒久昇進は1974年12月23日               |
|        | 少将（Major General）          | 1974年8月1日 恒久昇進1976年8月23日                  |
|        | 中将（Lieutenant General）     | 1975年9月1日                                        |
|        | 大将（General）                | 1976年11月1日                                       |

### 受章等
| 航空徽章           |
| 統合参謀本部識別章 |
| 陸軍参謀識別記章   |

|                                                   | 殊勲十字章                                                 |
| Bronze oak leaf cluster                           | 防衛殊勲章（柏葉章付）                                     |
| Bronze oak leaf cluster · Bronze oak leaf cluster | 陸軍殊勲章（2重柏葉章付）                                  |
|                                                   | 海軍殊勲章                                                 |
|                                                   | 空軍殊勲章                                                 |
| Bronze oak leaf cluster                           | レジオン・オブ・メリット（柏葉章付）                       |
| Bronze oak leaf cluster                           | 銅星章（柏葉章付）                                         |
|                                                   | エア・メダル（4度受章）                                    |
|                                                   | 統合作戦称揚章                                             |
| V                                                 | 陸軍称揚章（Vデバイス付）                                  |
|                                                   | 名誉戦傷章                                                 |
|                                                   | 殊勲部隊章                                                 |
|                                                   | 大統領自由勲章                                             |
|                                                   | 陸軍善行章                                                 |
|                                                   | アメリカ防衛従軍記章                                       |
|                                                   | アメリカ従軍記章                                           |
| Silver star · Bronze star                         | ヨーロッパ・アフリカ・中東戦線記念記章（銅星章、銅星章付） |
|                                                   | 第二次世界大戦戦勝記念章                                   |
|                                                   | 占領軍記章                                                 |
| Bronze oak leaf cluster                           | 国土防衛従軍章（柏葉章付）                                 |
| Bronze star · Bronze star                         | ベトナム戦争従軍記章（2重星章付）                          |
|                                                   | 戦功十字章（銀椰子派付） - フランス勲章                    |
|                                                   | 太極武功勲章 - 韓国勲章                                    |
|                                                   | 武勇十字章（銅椰子葉付） - ベトナム共和国勲章              |
|                                                   | 武勇十字章部隊章 - ベトナム共和国勲章                      |
|                                                   | 民務勲章 - ベトナム共和国勲章                              |
|                                                   | ベトナム戦線記念記章                                       |